# Cristal líquido sobre silicio
Cristal líquido sobre silicio (LCoS o LCOS: Liquid Crystal on Silicon) es una tecnología creada en los años 70 y se utiliza principalmente en proyectores.

## Funcionamiento
La tecnología LCoS podría considerarse como una mezcla entre las tecnologías de Pantallas de cristal líquido (LCD) y el Procesado digital de luz (DLP). Esta utiliza una pantalla de cristal líquido y un dispositivo de silicio. La pantalla está aplicada sobre el dispositivo, de manera que este aplica una corriente eléctrica sobre las partículas de cristal líquido y cambia su polarización para que estas dejen o no pasar la luz de una lámpara. El dispositivo de silicio, además, posee una superficie reflectante, de este modo la luz que atraviesa la pantalla incide sobre dicha superficie y es reflejada. Al aplicar diferentes niveles de voltaje sobre las partículas de cristal líquido se consiguen diferentes niveles de brillo intermedio entre luz y no-luz, y la cantidad de luz reflejada conforma la imagen. Así, podemos decir que la tecnología LCoS combina la técnica de transmisión, ya que las partículas de cristal líquido dejan (o no) pasar la luz, y la técnica de reflexión, ya que la superficie reflectante del dispositivo de silicio devuelve el haz de luz.

## Tipos

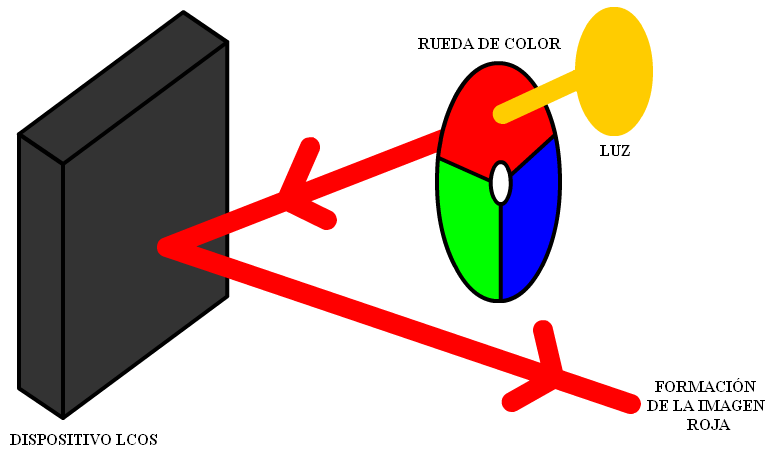
Rueda de color.

Según la técnica que se utilice para representar los colores y su diseño podemos realizar una clasificación en dos grandes categorías: tecnologías con un único dispositivo LCoS y tecnologías con tres dispositivos LCoS. 

### Tecnologías con un único dispositivo LCoS
Cómo su propio nombre indica, utilizan un único dispositivo LCoS (una única pantalla formada por partículas de cristal líquido y su correspondiente dispositivo de silicio). Se basan en la consecución de los distintos colores mediante filtros. Podemos distinguir dos técnicas con diseños diferentes: la rueda de color, que es la más común, y la denominada “Color Dots” (matriz de color).

### Tecnologías con tres dispositivos LCoS
Cómo su propio nombre indica, utilizan tres dispositivos LCoS (tres pantallas formadas por partículas de cristal líquido y sus correspondientes dispositivos de silicio) y cada uno de ellos se encarga de formar la imagen en uno de los tres colores primarios (rojo, verde y azul). Se basan en la combinación de diferentes espejos especiales (que dividen el haz de luz en dos, reflejando y dejando pasar la luz simultáneamente) para dividir y conducir la luz proveniente de la lámpara hacia los tres dispositivos distintos y para, posteriormente, integrar las tres imágenes formadas por cada uno de los tres dispositivos. De esta manera, mediante la combinación de las tres imágenes en los tres colores primarios se consigue formar la imagen en color real.

## Ventajas e inconvenientes
A continuación se enumeran las principales ventajas y los principales inconvenientes que posee la tecnología LCoS. Para ello es inevitable la correspondiente comparación con sus principales tecnologías competidoras: LCD y DLP.

### Ventajas
- Consiguen muy altas resoluciones con el mínimo de elementos debido a la poca distancia existente entre píxeles, de modo que se consigue una imagen mucho más natural y el pixelado es prácticamente inexistente.[3]

- Los bordes de sus píxeles se muestran más suavizados, en contraste con los bordes afilados de los micro espejos del sistema DLP, de manera que reproduce una imagen de un modo mucho más suave y no con un aire tan sintético y artificial, que puede provocar una sensación de imagen más forzada, menos natural.

- Consigue mejores colores saturados que LCD y DLP.

- En el caso de no poseer rueda de color para la consecución de colores, no presenta los inconvenientes que su utilización conlleva como el efecto arcoíris.

### Inconvenientes
- Tecnología más cara que otras como LCD y DLP.

- Los proyectores/reproductores que utilizan esta tecnología son más pesados y menos compactos (sobre todo en el caso de utilizar tecnologías con tres dispositivos LCoS) que otros que utilizan las tecnologías LCD y DLP.

- Su nivel de negro es bajo, por lo que no consigue un contraste tan elevado como otras tecnologías.[4]

- La vida de las lámparas utilizadas para este sistema es menor y además poseen un coste elevado.

- Compite con los proyectores/reproductores DLP para ser la tecnología utilizada en la llegada del cine digital, pero de momento se le considera inferior a esta, ya que una de las aplicaciones que sitúan al cine digital sobre el cine analógico es la reproducción en 3D, y debido a las altas frecuencias de cuadro necesarias para su reproducción la tecnología LCoS no está capacitada para ello.